# Smodicini
Los esmodicinos (Smodicini) son una tribu de coleópteros crisomeloideos de la familia Cerambycidae.

## Géneros
Tiene los siguientes géneros:
- Afrosmodicum Martins, 1975
- Caediscum Lefkovitch, 1962
- Holorusius Fairmaire, 1898
- Marupiara Martins & Galileo, 2006
- Metaphrenon Martins, 1975
- Morettus Adlbauer, 2007
- Nesosmodicum Martins, 1971
- Pseudossibia Adlbauer, 2005
- Smodicum Haldeman, 1847